# Сила Ворд
Сила Ен Ворд (енгл. Sela Ann Ward; рођен 11. јула 1956. у Меридијану, Мисисипи), америчка је позоришна, филмска и ТВ глумица и модел.
Након што је дипломирала на Универзитету у Алабами, Сила је радила у Њујорку као модел за презентацију и појављивала се у рекламама за козметику Maybelline.
Године 1983. преселила се у Калифорнију, где је глумила са Бертом Рејнолдсом у свом првом филму, Човек који је волео жене. Током 1980-их, радила је на филму и телевизији, углавном глумећи у истој врсти друштвених улога. Године 1991. коначно је успела да разбије стереотип, када је добила за себе нетипичну улогу боемске алкохоличарке Теодоре Рид у ТВ серији Сестре, за коју је 1994. добила награду Еми.
Након што је 39-годишња Сила, који је била на аудицији за улогу Бонд девојке, одбијена је уз формулацију "Потребна нам је Сила, али само да је Сила десет година млађа", иако је сам Пирс Броснан већ имао 42 године, глумица постаје аутор идеје и продуцент филма The Changing Face of Beauty о америчкој опсесији младошћу и последицама ове маније по жене.
Креатори серије „Опет и поново” су у почетку веровали да је Сила превише лепа за улогу средовечне самохране мајке, али јој је ова улога донела други „Еми” и „Златни глобус”.
Вордовој су понуђене улоге Меган Донери у Место злочина: Лас Вегас и Сузан Мајер у Очајним домаћицама. Глумица је рекла да више не жели да игра главне улоге у телевизијским серијама, јер не жели да напусти породицу на дуже време. Године 2005. одиграла је једну од главних улога на крају прве – почетком друге сезоне телевизијске серије Доктор Хаус, 2012. године учествовала је као гостујућа глумица у завршној епизоди ове серије – „Сви умиру".